# Gran Premi de Suècia del 1975
Resultats del Gran Premi de Suècia de Fórmula 1 de la temporada 1975, disputat al Circuit d'Anderstop el 8 de juny del 1975.

## Resultats
| Pos | No | Pilot              | Equip             | Voltes | Temps/ Retirada   | Pos. de sortida | Punts |
| --- | -- | ------------------ | ----------------- | ------ | ----------------- | --------------- | ----- |
| 1   | 12 | Niki Lauda         | Ferrari           | 80     | 1h 59' 18. 3      | 5               | 9     |
| 2   | 7  | Carlos Reutemann   | Brabham - Ford    | 80     | + 6.288 s         | 4               | 6     |
| 3   | 11 | Clay Regazzoni     | Ferrari           | 80     | + 29.095 s        | 12              | 4     |
| 4   | 27 | Mario Andretti     | Parnelli - Ford   | 80     | + 44.38 s         | 15              | 3     |
| 5   | 28 | Mark Donohue       | Penske - Ford     | 80     | + 1' 30.763 min.  | 16              | 2     |
| 6   | 23 | Tony Brise         | Hill - Ford       | 79     | + 1 Volta         | 17              | 1     |
| 7   | 3  | Jody Scheckter     | Tyrrell - Ford    | 79     | + 1 Volta         | 8               |       |
| 8   | 1  | Emerson Fittipaldi | McLaren - Ford    | 79     | + 1 Volta         | 11              |       |
| 9   | 5  | Ronnie Peterson    | Lotus - Ford      | 79     | + 1 Volta         | 9               |       |
| 10  | 32 | Torsten Palm       | Hesketh - Ford    | 78     | Sense combustible | 21              |       |
| 11  | 26 | Alan Jones         | Hesketh - Ford    | 78     | + 2 Voltes        | 19              |       |
| 12  | 4  | Patrick Depailler  | Tyrrell - Ford    | 78     | + 2 Voltes        | 2               |       |
| 13  | 14 | Bob Evans          | BRM               | 78     | + 2 Voltes        | 23              |       |
| 14  | 20 | Damien Magee       | Williams - Ford   | 78     | + 2 Voltes        | 22              |       |
| 15  | 6  | Jacky Ickx         | Lotus - Ford      | 77     | + 3 Voltes        | 18              |       |
| 16  | 18 | John Watson        | Surtees - Ford    | 77     | + 3 Voltes        | 10              |       |
| 17  | 30 | Wilson Fittipaldi  | Fittipaldi - Ford | 74     | + 6 Voltes        | 25              |       |
| Ret | 16 | Tom Pryce          | Shadow - Ford     | 53     | Accident          | 7               |       |
| Ret | 21 | Ian Scheckter      | Williams - Ford   | 49     | Pneumàtics        | 20              |       |
| Ret | 22 | Vern Schuppan      | Hill - Ford       | 47     | Transmissió       | 26              |       |
| Ret | 8  | Carlos Pace        | Brabham - Ford    | 41     | Accident          | 6               |       |
| Ret | 17 | Jean Pierre Jarier | Shadow - Ford     | 38     | Motor             | 3               |       |
| Ret | 9  | Vittorio Brambilla | March - Ford      | 36     | Transmissió       | 1               |       |
| Ret | 2  | Jochen Mass        | McLaren - Ford    | 34     | Escalfament motor | 14              |       |
| Ret | 24 | James Hunt         | Hesketh - Ford    | 21     | Frens             | 13              |       |
| Ret | 10 | Lella Lombardi     | March - Ford      | 10     | Alim. combustible | 24              |       |

## Altres
- Pole: Vittorio Brambilla 1' 24. 630

- Volta ràpida: Niki Lauda 1' 28. 267 (a la volta 61)